# Casino Paradise
El Casino Paradise (en inglés: Paradise Casino) es un pequeño casino ubicado en Yuma, Arizona, en Estados Unidos. Hasta hace poco, era el único casino en el norte de Yuma y Winterhaven. El Q Casino recientemente inaugurado, y a 7 kilómetros al oeste en la carretera a Algodones, Baja California ha afectado su popularidad en general. En Arizona al sur de Winterhaven, a través del río Colorado, el Casino Cocopah sirve a la región sur de la ciudad de Yuma y el Condado de Yuma. El Casino Cocopah también sirve a dos pueblos al sur: Somerton y San Luis, Arizona.